# Храпън Гунльойсон
В това исландско име първата дума е лично име, а последната е презиме.
Хръпън Гунльойсон (на исландски: Hrafn Gunnlaugsson; произношение [g'ʉnːlɵʏɣsɔn]) е исландски кинорежисьор, сценарист, писател, продуцент и композитор.
Брат е на актрисата Тина Гунльойсдоухтир. Придобива известност със своите филми, тематично свързани с историята и живота на викингите.

## Избрана филмография
- Óðal feðranna (1981)
- Hrafninn flýgur (1984)
- Í skugga hrafnsins (1988)
- Hvíti víkingurinn (1991)
- Helgu vé, Hin (1993)
- Reykjavík í öðru ljósi (2000)
- Opinberun Hannesar (2004)